# Marubos
 (janvier 2024).
Si vous disposez d'ouvrages ou d'articles de référence ou si vous connaissez des sites web de qualité traitant du thème abordé ici, merci de compléter l'article en donnant les références utiles à sa vérifiabilité et en les liant à la section « Notes et références ».
‌Les Marúbos sont un groupe indigène de la famille Pano qui habite le sud-ouest de l'État brésilien d'Amazonas, plus précisément la réserve indigène de Vale do Javari. Avec les corubos, les matises et les matsés, ils sont génériquement appelés mayorunas. La population en 2014 était de 2 008 personnes.

## Origine
Selon Júlio César Mellati, le peuple Marúbo semble résulter de la réorganisation de sociétés indigènes décimées et fragmentées par les exploitants de caoutchouc au plus fort de la période du caoutchouc.

## Mode de vie
Les Marubo vivent dans des maisons communautaires, qui s'appellent « malocas », elles se trouvent dans le centre du village mais ils construisent également des petites cabanes tout autour de la « maloca » principale, où ils y mettent des outils, des masques de rituels ou des armes. Les Marubo utilisent de « l'aruá » (Pomacea canaliculata), une coquille d'escargot pour faire des colliers blancs. C'est un matériel qui a beaucoup de valeur pour ce peuple.